# Парламентские выборы в Великобритании (2005)

Распределение голосов по избирательным округам

Распределение голосов по избирательным округам Лондона

Распределение мест в Палате общин

Парламентские выборы в Великобритании 2005 года (англ. United Kingdom general election of 2005) — выборы, происходившие 5 мая 2005 года. Лейбористы под руководством Тони Блэра одержали победу на выборах, однако консерваторам удалось сократить своё отставание на 90 мандатов (с 247 до 158).

## Предвыборная кампания
Среди главных проблем, поднятых во время предвыборной кампании, была война в Ираке, легитимность её начала и её последствия, против которой выступали противники лейбористов, в особенности либеральные демократы. Вопрос о войне в Ираке был главным вопросом, заданным на организованных BBC предвыборных дебатах 28 апреля лидерам трёх крупнейших партий. Другими важными вопросами к лидерам партий были планы либеральных демократов по реформированию налогообложения, программа консерваторов по ужесточению иммиграции и планы лейбористов по реформе системы здравоохранения.
Во время предвыборной кампании, 12 апреля, у лидера либеральных демократов Чарльза Кеннеди родился сын, что стало дополнительной возможностью его партии привлечь к себе внимание. Также в апреле два действующих члена Палаты общин и кандидата на выборах сменили свою партийную принадлежность: Пол Морсден объявил о своём возвращении из партии либеральных демократов в лейбористскую партию (он вышел из неё в 2001 году в знак протеста против начала войны в Афганистане), а Брайан Седжмур перешёл из лейбористской партии к либеральным демократам в знак протеста против войны в Ираке и реформ в сфере образования.

## Результаты выборов
| Партия                                        | Лидер           | Голосов   | %    | Мест |
| --------------------------------------------- | --------------- | --------- | ---- | ---- |
| Лейбористская партия                          | Тони Блэр       | 9 562 122 | 35,3 | 356  |
| Консервативная партия                         | Майкл Говард    | 8 772 598 | 32,3 | 198  |
| Либеральные демократы                         | Чарльз Кеннеди  | 5 981 874 | 22,1 | 62   |
| Партия независимости Соединённого Королевства | Роджер Нэпмен   | 603 298   | 2,2  | 0    |
| Шотландская национальная партия               | Алекс Салмонд   | 412 267   | 1,5  | 6    |
| Демократическая юнионистская партия           | Иан Пейсли      | 241 856   | 0,9  | 9    |
| Британская национальная партия                | Ник Гриффин     | 192 746   | 0,7  | 0    |
| Партия Уэльса                                 | Элфин Лвид      | 174 838   | 0,6  | 3    |
| Шинн Фейн                                     | Джерри Адамс    | 174 530   | 0,6  | 5    |
| Ольстерская юнионистская партия               | Дэвид Тримбл    | 127 414   | 0,5  | 1    |
| Социал-демократическая и лейбористская партия | Марк Дуркан     | 125 626   | 0,5  | 3    |
| Respect                                       | Джордж Гэлловей | 68 094    | 0,3  | 1    |
| Независимые                                   |                 | 122 000   | 0,5  | 1    |

На региональных выборах в 2005 году выступала сатирическая Партия смерти, подземелий и налогов, однако она набрала всего 0,2 % голосов.